# On-Demand Songs
On-Demand Songs (укр. Пісні на замовлення) — тижневий американський хіт-парад популярності пісень на стрімінгових платформах, що публікувався в часописі «Білборд» з 2012 по 2015 роки.
14 березня 2012 року Billboard, Nielsen та NARM (Національна асоціація мерчендайзерів звукозапису) оголосили про створення першого чарту, який бере до уваги показники стрімінгу «на замовлення» — On-Demand Songs. Платформа, створена на базі Nielsen BDS, підраховувала кількість прослуховувань треків на таких стрімінгових сервісах, як MOG (музичний сервіс), Muve Music, Rdio, Rhapsody, Slacker та Spotify. До уваги бралися дані потокового прослуховування та пов'язані з цим завантаження пісень будь-якими користувачами. Зокрема, обсяг даних, що зберігався в системі, за перші два с половиною місяці 2012 року становив понад 4,5 мільярди аудіострімів. На додаток до створення нового чарту, методологію підрахунку стрімінгових прослуховувань було додано до формули, за якою визначались «найгарячіші пісні» в основному пісенному хіт-параді Billboard Hot 100.
Перші рейтинги On-Demand Songs з'явились на сайті Billboard 15 березня 2012 року. Вперше їх було опубліковано в номері часопису «Білборд» від 24 березня 2012 року. На першому місці опинилась пісня гурту Fun та Жанель Моне «We Are Young», із показником 1.1 млн переглядів. До п'ятірки найкращих також увійшли «Somebody That I Used To Know» Gotye та Kimbra, «Rack City» Tyga, «N—as In Paris» Jay-Z та Каньє Веста та «Take Care» Дрейка та Ріанни. Зміни у системі підрахунку Hot 100 призвели до того, що всі ці пісні піднялись вище в основному пісенному хіт-параді, а «We Are Young» взагалі очолила його наступного тижня.
В січні 2013 року Billboard випустили ще декілька чартів, зокрема хіт-парад Streaming Songs, який окрім прослуховувань за ініціативою користувача, як в чарті On-Demand Songs, враховував «неінтерактивні» стріми на онлайн-радіостанціях. Обидва чарти виходили паралельно протягом наступних двох років. Починаючи з номера «Білборд» від 24 січня 2015 року в журналі залишився лише хіт-парад Streaming Songs.